# تروس متقاطرة

ترسان متقاطران ينقلان حركة دائرية.

التروس المتقاطرة هي التروس التي تعتمد على على نقل الحركة من ترس إلى آخر عبر دفع أسنان الترس لأسنان الترس التالي. تصمم أسنان الترس لتتوافق مع أسنان الترس التالي لنقل الحركة دون انزلاق.
يرجع استخدام آلية نقل الحركة الدائرية بين العجلات المسننة إلى الأنتيكيثيرا في اليونان والعربة المشيرة للجنوب في الصين. كما استخدم عالم عصر النهضة جورجيوس أغريكولا تروسًا متقاطرة ذات أسنان إسطوانية في تصميماته.